# انتخابات الرئاسة التشيلية 1915
انتخابات الرئاسة التشيلية 1915 هي الانتخابات الرئاسية التي جرت في 1915، فاز بالانتخابات Juan Luis Sanfuentes ‏.